# Половая и гендерная представленность в компьютерных играх
| Старый дизайн | Новый дизайн |
| Косплеи старого и нового дизайна Лары Крофт — яркий пример разного подхода к дизайну женских героев в видеоиграх. Слева это оголяющий/сексуализирующий, а справа — практичный |              |

Споры и обсуждения, касающиеся изображения мужских, женских и ЛГБТ-персонажей в видеоиграх в рамках гендерных исследований. Данная тема чаще всего затрагивается в контексте критики сексизма в видеоиграх.
Компьютерные игры на фоне других произведений особенно выделяются тем, что их вымышленные персонажи воспроизводят зачастую гротескные гендерные стереотипы о мужчинах и женщинах с мужской точки восприятия в сравнении с фильмами или сериалами. На это влияло два важных фактора: 1) Узкая демографическая направленность ранних игр в пользу молодых, белых и гетеросексуальных мужчин. Это позволяло эксплуатировать стереотипы и темы, вызывающие спорную реакцию у иных демографических групп. 2) Компьютерные игры долгое время воспринимались в отличие от фильмов и сериалов, как нишевые и несерьёзные медиа, в свою очередь это позволяло снимать с игровых издателей ответственность за продвижение спорных стереотипов. Несмотря на вышеописанное, дальнейшая популяризация компьютерных игр привела и ко значительному расширению и демографическому разнообразию игроков по состоянию на 2014 год, а также спорам о том, что компьютерные игры отныне несут наравне с фильмами такую же ответственность за продвижение тех или иных стереотипов.
Это стало поводом для критики игр, главным образом из-за представленности женских персонажей. К 2010-м годам, когда женщины уже составляли половину от всех игроков, компьютерные игры по прежнему включали непропорционально низкую долю женских персонажей и отводя им ограниченные роли. Вторым главными предметов критики стала повсеместная практика сексуальной объективации женщин. Тем не менее эта тенденция продолжает идти на спад ещё начиная с середины 2000-x годов.
Мужские персонажи также изображаются через призму гендерных стереотипов, прежде всего они выраженно мачистские, агрессивные и воинственные. Компьютерные игры критикуются за то, что продвигают стереотип о неразрывности мужественности с насилием и доминированием.
Персонажи, из числа ЛГБТ до недавнего появлялись в компьютерных играх в порядке исключения, тем не менее их присутствие заметно выросло начиная с 2010-x годов.
Научные исследования показывают, что изображение мужчин и женщин сильно влияет на восприятие игроками гендерных стереотипов, а также, что игроки-женщины в целом гораздо меньше довольны репрезентацией персонажей своего пола, но и одновременно предпочитают играть за женских персонажей. В среднем игры, созданные для женской аудитории, продаются и в меньших количествах, чем игры, созданные мужчинами, однако заложенный бюджет на их разработку также куда меньший.

## Демография игроков

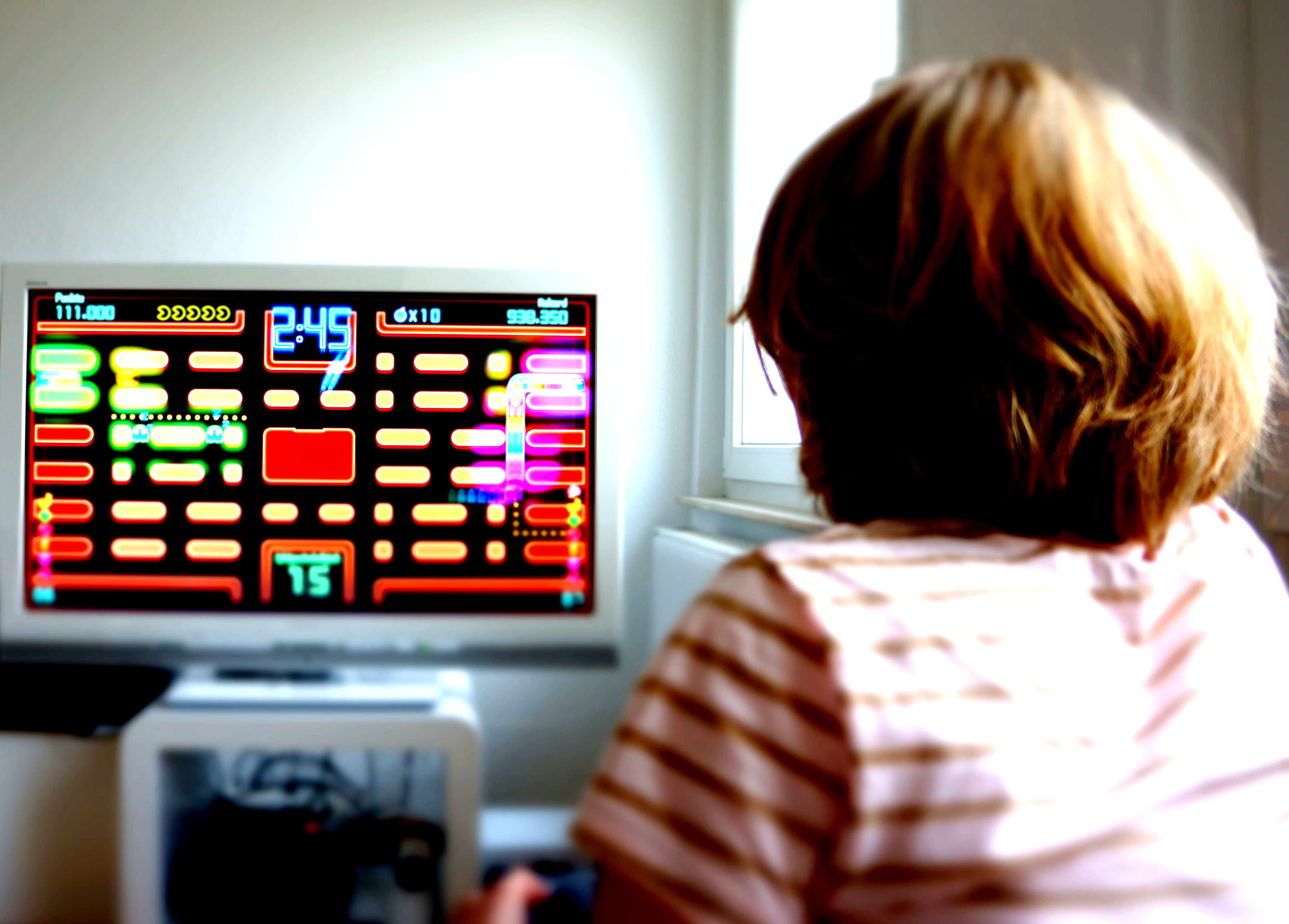
Девочка играет в Pac-Man Championship Edition

Опрос, проведённый американским институтом Gallup 2008 года показал, что количество игроков мужчин и женщин примерно одинаковое в США. В 2014 году в Великобритании и Испании доля женщин среди игроков составляла 52% и 48% от всех игроков Исследования, проведённые исследовательским центром Пью в 2008 году показали, что «99% мальчиков и 94% девочек играли в видеоигры».
Хотя компьютерные игры популярны одинаково среди игроков вне зависимости от их пола, исследования выявили и заметные различия в стиле игры и предпочтениях мужчин и женщин. Согласно данным организации Entertainment Software Rating Board, по состоянию на 2010 год, 80% женских игроков — владелиц игровых приставок играли на Wii, 11% на Xbox 360 и 9% на PlayStation 3. Для сравнения: в 2014 году 38% игроков-мужчин играли на Xbox 360, 41% — на Wii и 21% — на PlayStation 3.
В рамках исследований о жанровых предпочтениях, проведённых компанией Flurry в 2013 году, выяснилось, что 60%-80% женских игроков предпочитали играть в пасьянсы, слот-машины, викторины, три-в-ряд/бабл-шутеры, симуляторы и игры о ферме. Напротив, мужские игроки предпочитали такие жанры, как стратегии, шутеры, карточные сражения, гонки и ролевые игры.
Похожее исследование, проведённое SuperData Research в 2014 году показало, что 57,8% женщин-игроков предпочитали мобильные игры, 53,6% — ролевые игры и 50,2% игры на ПК (включая социальные игры, симуляторы). Мужчины же предпочитают играть в MMO (66%), шутеры от первого лица (66%) и играть на цифровых консолях (63%).
В целом игры, ориентированные на женскую аудиторию продаются в меньших количествах, чем «мужские» игры, но они также обладают худшим качеством и созданы с привлечением куда меньших бюджетных средств. Подростки, постоянно играющие в видеоигры тенденциозно выражают меньше беспокойства по поводу гендерных стереотипов в видеоиграх, чем редко играющие подростки. Заядлых игроков часто критикуют за нежелание принимать разные взгляды и критику гендерных стереотипов в видеоиграх, в которые они играют.

## Изображение женщин

### Как управляемые персонажи
Согласно исследованиям Политехнического института Вирджинии и Государственного университета, по состоянию на 2006 год, в видеоиграх было представлено гораздо меньше женских персонажей чем мужских. Также, согласно исследованию от 2007 года, проведенной Мелиндой Берджесс мужчины гораздо чаще изображались на обложках консольных видеоигр, чем женщины.
В выборке из 669 игр, шутеров и ролевых игр, отобранных EEDAR в 2012 году, 300 (45%) предоставляли возможность играть за женщину, но только в 24 играх (4%) игровым персонажам выступала только женщина. В 2010 году EEDAR обнаружили, что примерно в 10% играх протагонист лишён половых признаков, то есть выступает абстрактной фигурой или не является человеком.
Согласно исследованиям, проведённым редактором The Washington Post по состоянию на 2015 год, в 50 самых популярных мобильных платформерах в 98% случаев предлагалось играть за мужских персонажей, 90% из них были бесплатными. При этом за женских персонажей можно было играть в 46% из этих игр, а выбирать бесплатного женского аватара — только в 15%. Чтобы играть за женщину, в среднем игроку требовалось потратить 7,53 доллара, что значительно дороже, чем стоимость самих мобильных игр.
Самус Аран, героиня Metroid (1986) часто упоминается как, как самый первый женский игровой персонаж в высокобюджетной игре. Однако женщины, как игровые персонажи появлялись в других более ранних играх, таких как Ms. Pac-Man (1982), Бекки из Otenba Becky no Daibouken (1983) Барби (1984), PSK,s ALICE (1984), Папри из Girl's Garden (1984), Дженни из Jenny of the Prairie (1984), Тоби Масуё («Kissy») из Baraduke (1985), Куруми-Химэ из Sega Ninja (1985), Flashgal (1985), Александра из Lode Runner's Rescue (1985), Athena (1986), Крис из Alpha (1986), Ки из The Return of Ishtar (1986) или Валькирия из Valkyrie no Bōken (1986).
Исследования изображения женщин в видеоиграх начали проводиться ещё в конце 1970-х — начале 1980-х годов. В 1979 году статье The Psychological Record были опубликованы исследования, проведёнными после опроса 200 людей, придя к выводу, что 90% опрошенных мужчин и 85% женщин ассоциировали компьютер, в том числе и компьютерные игры с мужским занятием. В 1983 году профессор Сара Кислер опубликовала исследование в журнале Psychology Today, обнаружив, что лишь в одной из семи игр появлялись женские персонажи. Элизабет Бем-Моравиц предполагала, что ограниченное присутствие женских персонажей отражало вторичный статус женщин в видеоиграх, а имеющиеся персонажи были крайне скудно одеты и чрезмерно сексуализированы в сравнении с персонажами-мужчинами.
Лара Крофт, главная героиня игры «Tomb Rider» (1996) рассматривается, как одна из самых известных вымышленных женщин поп-культуре. В своё время, решение сделать женщину главным и боевым персонажем расценивалось, как прогрессивное новшество, с другой стороны она с самого начала своего появления подвергалась критике за гипертрофированно сексуализированную внешность, «нереалистичный» размер груди; Утверждалось, что Лара отражала «продолжающееся столкновение мнений относительно восприятия пола, сексуальности и объективации». Тем не менее начиная с игры Tomb Raider: Legend, дизайн героини был кардинально переосмыслен в сторону отказа от гипертрофированной сексуальности.
На рубеже XXI века также вышла игра The Lost Journey с главной героиней Эйприл Райан. Поэтому её сравнивали с Ларой Крофт, тем не менее её образ не был таким спорным, как у Крофт: Эйприл не обладала сексуализированной внешностью и одновременно проявляла более стереотипно женственное поведение в отличие от Лары. Другая известная героиня Джейд, появившаяся впервые в игре Beyond Good & Evil от 2003 года рассматривается, как ранний пример уважительной репрезентации сильного и уверенного женского персонажа без сексуализации. Другой известный пример уважительной репрезентации женской героини — Фейт Коннорс из игры Mirror’s Edge.
Cкандал геймергейт в 2012 году положил начало массовым спорам относительно проблематичной репрезентации женщин в видеоиграх. Противники призывали от игровых издателей пересмотреть свой подход к разработке игр, в частности расширить и улучшить репрезентацию женщин. Скандал также стал итогом того, что за последнее десятилетие аудитория игр значительно расширилась и уже на половину стала включать женщин, при этом подавляющее большинство высокобюджетных игр продолжалось делаться для мужской аудитории. Сторонники геймергейт рассматривали выдвигаемые претензии, как вторжение в компьютерные идеологии феминизма. Главным поводом для их раздражения выступали призывы отказаться от наготы и сексуальности, как обязательного атрибута для любого женского персонажа. Противники особенно с раздражением реагируют на наличие женских персонажей с «не идеальными формами тела», «некрасивой» внешностью и особенно с излишним весом, приписывая это «вторжением» феминизма, при этом, эти же люди игнорируют факт того, что мужские персонажи с «некрасивной внешностью» и лишнем весом встречаются несоразмерно чаще в играх, нежели женские персонажи. Также эти противники не высказывают никакой отрицательной реакции на наличие толстых и «некрасивых» мужских персонажей в отличие от женских.
Тем не менее скандал повлиял на увеличение доли женских персонажей в играх, в 2013 году были выпущены ряд высокобюджетных игр с женщинами в главных ролях и отмеченных игровыми наградами. Среди таких игр были The Last of Us (2013), Bioshock Infinite (2013), перезапуск Tomb Raider (2013) и Beyond: Two Souls (2013). Именно с данных игр была заложена тенденция по изображению женщин, выходящих за рамки преобладающих гендерных стереотипов в играх, в частности отказа от демонстрации гиперсексуальных тел, тем не менее критики замечали, что повествовательная роль женских персонажей была по прежнему более ограниченной, чем у мужских персонажей.
В 2014 году разработчики приняли решение исключить женских игровых персонажей из новых игр серий Assassin's Creed и Far Cry. Это спровоцировало массовые споры среди игровых СМИ. По мнению редакции Polygon, такая реакция свидетельствовала о повышении спроса на большее гендерное разнообразие не только в играх, но и в целом в развлекательных средствах массовой информации. Это стало прямым следствием того, что аудитория больше не состояла преимущественно из молодых мужчин.
Сторонники старой репрезентации женщин в играх и противники перемен после геймергейта состоят в основном из представителей старой аудитории с тех времён, когда мальчики и молодые мужчины составляли основную массу геймеров. В частности они с раздражением реагируют на уменьшение доли сексуализированных женских персонажей или их «излишнее» активную роль под предлогом обвинений в пропаганде феминизма и бодипозитива. Такие игроки обрушивают рейтинг «неугодных» игр на агрегаторах. Среди игр, которые подвергались наибольшей критике таких игроков — Battlefield V, Mass Effect: Andromeda, Mortal Combat 11, The Last of Us II.

### Как неигровые персонажи

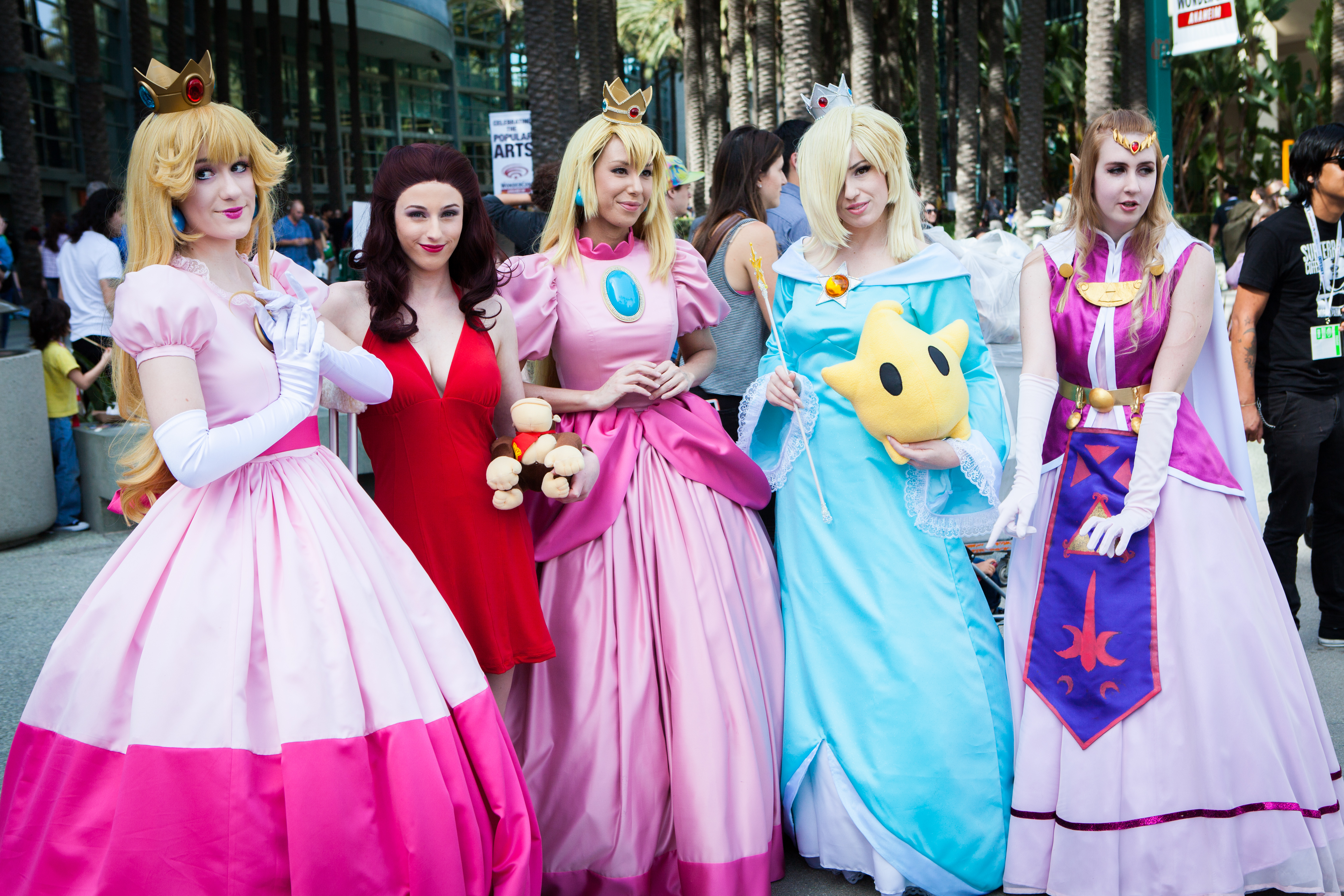
Косплеи принцесс Пич, Зельды, Розалины и безымянной леди из Donkey Kong. Все персонажи кроме Розалины являются «девами в беде». Nintendo известна тем, что крайне склонна прибегать к этому образу при введении женских персонажей в своих играх.

Женские персонажи в основной своей массе играют роль второстепенных персонажей. Многие самые известные героини из компьютерных игр воплощают архетип девы в беде, их спасение выступает главной целью  мужского героя. Самые известные примеры — принцесса Зельда из серии The Legend of Zelda, дочь султана из игры Prince of Persia или принцесса Пич из игр серии Mario. Пич рассматривается, как самый известный характерный пример «девы в беде». К 2013 году, Пич появлялась 14 играх и в 13 из них она похищалась, чтобы затем её спасал герой Марио. Только в двух играх она была игровым персонажем — Super Mario 2 и Super Mario 3D World. За принцессу Зельду можно было играть в некоторых более поздних играх серии Zelda. Шенон Шарман, в своём исследовании о женских персонажах, нуждающихся в спасении от мужчин заметила, что это один из самых популярных женских архетипов. Она придерживается мнения, что образы принцесс в беде усиливают вредящие гендерные стереотипы в отношении женщин.
Другая наиболее популярная роль значимых женских персонажей — компаньоны мужских героев. Например это Ада Вонг из Resident Evil и Мона Сакс из Max Payne. Позже, эти героини появлялись в качестве игровых персонажей в сиквелах. Аликс Вэнс, второстепенную героиню из Half-Life 2, хвалили за её глубокую личность и взаимодействие с героем, в то время, как женские компаньоны в остальных играх прописаны поверхностно и выступают в роли украшений.
В 1998 году Университет штата Мичиган опубликовал исследования, изучив 33 самые популярные игры для приставок Nintendo и Sega Genesis. Согласно собранным данным, лишь в 15% из этих игр женские персонажи выступали героинями или активными персонажами. 41% игр включали только мужских персонажей, а в остальных играх появлялись второстепенные или эпизодические женские персонажи и им отводилась роль жертв или сексуальных объектов.
Йерун Яннс и Рейнел Г. Мартис в 2007 году провели расширенное исследование гендерной репрезентации 12 популярных игр, где женщины являются игровыми персонажами или одними из игровых. Итоги показали по прежнему преобладающую роль мужских персонажей в сюжете. Это выражается например в том, что в таких играх основная масса второстепенных персонажей остаются мужчинами, они могут играть ключевую роль в развитии сюжета или быть командирами, которых героиня должна слушаться При этом сама героиня наделяется противоречивыми чертами: её характер и поступки стереотипно мужественны — лидерство, агрессия и независимость. Одновременно внешне она выраженно  женственна  и сексуально привлекательна.
Существует мнение, что к концу 2010-x годов, в стремлении соблюдать инклюзивность, разработчики стали добавлять в игру женских персонажей ради формальности, при этом не объясняя контекст и причину их присутствия. Так трейлер игры Battlefield V вызвал скандал среди игроков, так как показывал женщину-солдата на фронтовых боях во время Второй Мировой войны, в то время, в реальности британские женщины-солдаты на фронте исполняли другие роли. Тем не менее журналисты, анализируя тексты недовольных игроков пришли к выводу, что большинство критикующих комментаторов на деле выражали свои женоненавистнические взгляды, а историческая недостоверность выступала обоснованием их позиции.

### Как злодейки
Женщины могут выступать антагонистами и финальными боссами в компьютерных играх. При этом подход к дизайну мужских и женских злодеев сильно разнится: если мужские злодеи часто выраженно уродливы или вовсе лишены человеческих черт, то злодейки — это злые соблазнительницы, они совмещают «стереотипно злодейские» атрибуты с сексуализированностью и наготой или воплощают архетип роковой женщины. Если злодейка не человечна, то она объединяет сексуальность с гротескными демоническими/монстроподобными чертами, чтобы заманивать жертв-мужчин. Архетипы «злых сооблазнительниц» исходят из идеи женственности и соблазнительности, как источника зла, встречающейся ещё в древней литературе, например библейской истории Адама и Евы.
Одной из первых злодеек в видеоиграх стала Тёмная королева из игры Battletoads (1991) и его продолжение. SHODAN, искусственный интеллект с женским голосом и женственными чертами была главной злодейкой в игре System Shock. Она также рассматривается, как один их самых известных женских персонажей в ранних компьютерных играх. Другая известная злодейка — Ультимеция из игры Final Fantasy VIII (1999). Ещё известный пример — GLaDOS из Portal (2007), искусственный интеллект с женским голосом. Критики признали её одной из лучших персонажей 2000-х годов.

### Сексуализация
Самой главной причиной споров вокруг репрезентации женщин в компьютерных играх стала повсеместная практика их сексуализации из-за того, что компьютерные игры создавались мужчинами для мужской аудитории. Сексуальная объективация, молодость, привлекательность и частичная нагота тела неформально превратилась в один их главных и обязательных атрибутов любого женского персонажа в видеоигре. Женские персонажи наделяются такими качествами, чтобы выступать сексуальными объектами и давать волю мужским эротическим фантазиям. Часто личность женских персонажей низведена лишь до этой роли. Данная практика не уникальна для игр и отражает объективацию женщин в современной культуре, включая например телевидение. По состоянию на 2005 год, 80% женских персонажей изображались молодыми, сексуальными или отражали идеалы красоты. Четверть персонажей также изображались полуголыми. Для сравнения, лишь 11% мужских персонажей из другого исследования можно было охарактеризовать, как сексуально привлекательных и лишь 4% из них обнажали значительную часть тела. Мужчины в играх в сравнении с женщинами обладают куда большим внешним, возрастным разнообразием и вариациями форм тела, от толстых/худых до низких/высоких. Телосложение женщин как правило почти одинаково — худощавое тело с талией «песочные часы» и длинными ногами, разнообразие женщин ограничивается незначительными вариациями этого телосложения. Значительное отклонение дизайна женского персонажа от «нормированного» остаётся крайне редким явлением, как например у Зари из Overwatch.
Сексуальные женские персонажи выступают лёгкой рекламной приманкой для мужских игроков, мотивируя их покупать игру, но это одновременно отталкивает женскую аудиторию, укрепляя половое неравенство среди геймеров. Так, например исследование от 2013 года показало, что продажи игр повышаются среди игроков-мужчин, если на обложке игры присутствует сексуализиованный женский персонаж.
Скандал геймергейт вывел споры, связанный с сексуализацией женщин на массовую публику и вызвал интерес у средств массовой информации. Это в свою очередь оказало заметное влияние на массовый отказ игровых издателей от повсеместной сексуализации женских персонажей. Тем не менее данный процесс начался ещё задолго до геймергейта, уже после 2005 года наметилась тенденция по снижению уровня сексуализированности женских персонажей и их доли от всех остальных женских персонажей.

#### Распространённость явления
В своем исследовании от 2005 года Карен Э. Дилл и К.П. Тилл выделили три основных типа объективации женщин в играх: (1) сексуализированные, (2) скудно одетые и (3) полное соответствие идеалам красоты. Исследование показало, что более 80% женщин попадают по крайне мере под одну из трёх категорий. Более четверти из исследованных женских персонажей совмещали в себе сразу три категории. Учёные также вывели тенденцию, когда сюжет склонен сочетать агрессию с сексом, называя это «эротизированной агрессией». Со слов профессора социологии Трейси Дитц, поведение женщин ограничено их гендерной стереотипной ролью — сюжет делает особый акцент на красоте и её физической привлекательности, личность героини наоборот как правило слабо прописана, у неё отсутствуют внутренние конфликты. По состоянию на 2003 год, в 60 самых продаваемых играх почти все игровые персонажи были мужчинами, а почти все имеющиеся женские герои были молоды и сексуализированны. Они либо были полуобнажёнными, или же их наделяли невозможными пропорциями тела, чтобы подчеркнуть их привлекательность. Мужские персонажи в этих же играх обладали гораздо более реалистичными пропорциями и их одежда была более закрытой. Анализ 225 обложек видеоигр выявил, что и мужские и женские персонажи обладают нереалистичными или невозможными пропорциями тела, однако пропорции женщин изменены и искажены гораздо сильнее, чем у мужчин, чтобы сделать их сексуальнее, например изображение «песочных часов» в гиперболизированной форме — огромной груди и ягодиц на фоне непропорционально узкой талии. По состоянию на 2010 год, 41% женских персонажей популярных видеоигр появлялись в откровенной одежде, а 43% из них были почти полностью голыми. Женских персонажей также чаще наделяли невозможными пропорциями тела, чем мужских — 25% против 2%.
Исследование от 2011 года, посвящённое представлению гендерной идентичности в цифровых ролевых играх, показало, что гиперсексуализированные женские аватары в MMO оказывают негативное влияние на восприятие игроков. Среди мужчин такие аватары укрепляют устаревшие гендерные стереотипы, а у женщин-игроков оказывают негативное влияние на их уверенность в себе и самооценку. В частности из-за продвигаемого скрытого подтекста того, что сила женщины неразрывно связана с её сексуальностью и идеальной внешностью.
Тем не менее исследование от 2016 года 571 игр, выпущенных в период с 1984 по 2014 года показало, что сексуализация женских персонажей достигла своего пика в период с 1990 по 2005 года, а затем и по сей день данная тенденция продолжает идти на спад. Возрастной рейтинг игры почти не влияет на степень сексуализации женщины, что означает, что это было настолько распространённым явлением в видеоиграх, что не рассматривалось цензорами, как неприемлемое для детей. Сексуализация реже распространена в ролевых играх, в них также чаще играют женщины в противовес файтингам и боевикам.

#### Виды сексуализации
Самые ранние женские персонажи изображались, как женские версии мужских персонажей (например, мисс Пак-Ман ), но сексуализированными и со стереотипными женственными атрибутами, например с розовыми туфлями, макияжем, длинными ресницами.

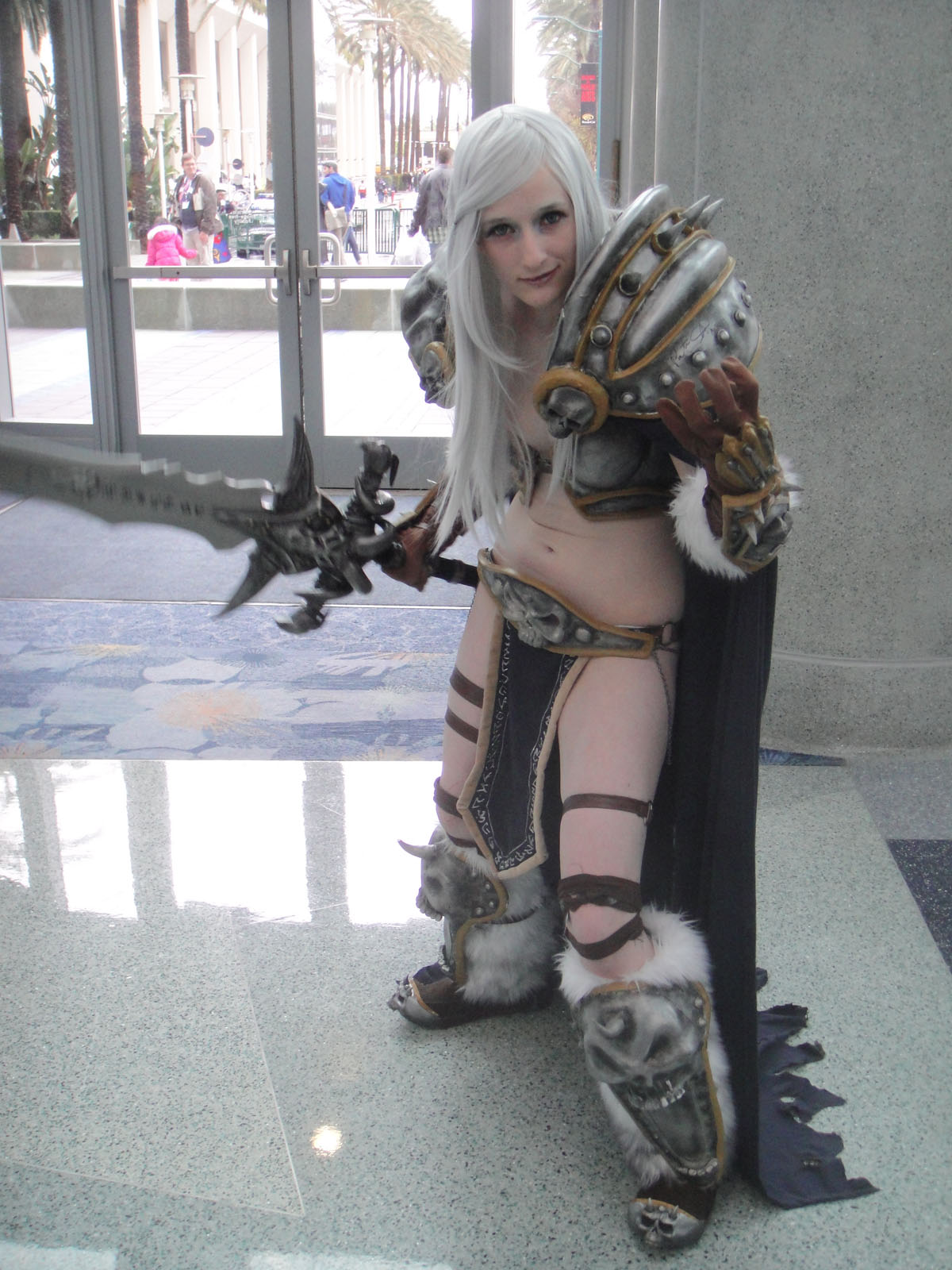
Косплей-«бронелифчик» персонажа из World of Warcraft — характерный пример подхода к дизайну воительницы из фантастического мира. Броня оголяет почти все участки тела, чтобы подчеркнуть сексуальность женщины, в теории сводя к минимуму защиту от ранений.

Женские персонажи подвергались критике за то, что их дизайн был явно создан через «призму мужского восприятия». Самые громкие споры касались файтингов, например реклама игры Soulcalibur V вызвала скандал после того, как крупным планом была изображена грудь Изабеллы Валентайн. Массовые споры также вызвали сиквелы файтингов — Soulcalibur и Tekken, где основное действие происходит через много лет после сюжета в первых играх. Если все мужские персонажи остались и постарели, то женские персонажи были частично заменены, оставшиеся выглядели по прежнему молодо, другая часть была заменена их дочерями. Споры привели к дискуссии относительно того, что сексуализация женщин исключает их возрастное разнообразие, стирает героинь с явными или не явными признаками старения из вымышленных историй или же отводит им крайне редкие эпизодические роли. Многие игры, особенно файтинги также используют физику груди, чтобы во время сражения, грудь героинь тряслась или подпрыгивала, зачастую преувеличенно.
Архетип девы-воительницы, одетой в скудные доспехи, часто встречаются ещё в фильмах и спектаклях с 1960-х годов. Конструкцию их брони можно описать такими определениями, как «кольчужное бикини» или на английском «bikini armor» — декоративные пластины, покрывающие самые интимные части тела. В русском языке за этим описанием закрепилось слово «бронелифчик» или «бронебикини». На практике такой костюм никак не защищает от изменений в погоде, ограничивает маневренность движения и оставляет беззащитными самые жизненно важные органы. Таким образом такая броня не просто не эффективна в сражении, но и может прямо мешать и обездвиживать женщину. Если мужские персонажи в фэнтезийных играх изображаются полуголыми, то отсутствие брони как правило компенсируется их массивными и сверхчеловеческими габаритами тела, в то время, как все полуголые женские персонажи обладают худощавым и хрупким телосложением. Стоит заметить, что разработчики, использующие «бронелифчики» в целом склонны изображать непрактичную броню ради зрелищности, например одевать мужских персонажей в сверхмассивные доспехи, которые в теории обездвиживали бы их частично или полностью. Образ полуголой девы-воительницы не уникален для компьютерных игр и в целом отражает гендерные стереотипы, заложенные гик-культуре, включая видеоигры, комиксы и фильмы.

#### Сексуализация девочек
В японских играх распространено явление лоликон — когда помимо повсеместной сексуализации женских персонажей, распространена сексуализация выраженно неполовозрелых, «детских» тел, например женских персонажей с физиологией 13 летних девочек. Также обычное явление, когда сексуализированные женские персонажи, появляющиеся в специальных эротических играх по канону являются несовершеннолетними и вступают в любовные или интимные связи с совершеннолетним игровым персонажем от лица игрока. Реакция западных игроков и локализаторов на это явление неоднозначная и они это воспринимают, как педофилию. При локализации, такие игры подвергают цезуре. В частности сексуализированных женских персонажей с выраженно детской физиологией одевают, меняют внешность. При половозрелой физиологии — меняют их возраст на более взрослый. Из-за вышеописанных фактов, японские игры обвиняются не только в сексизме, но и педофилии или продвижении «детской порнографии».

### Насилие против женщин
Видеоигры критикуются за частое изображение насилия над женщинами. Убийство, изнасилование и похищение женщины выступает часто главным триггером сюжетного развития в играх или для изображения жестокости злодея. Наибольшей критике подвергались игры серии Grand Theft Auto, где демонстрируются многочисленные сцены нападений на женщин, их убийств или изнасилований. Наибольшей критике подверглась игра Grand Theft Auto V от Rockstar North. Споры были настолько громкими, что некоторые розничные продавцы отказались продавать игру.
В своё время массовые споры вызвала игра Custer's Revenge 1982 года выпуска, где основная цель сводилась к тому, чтобы довести до конца акт изнасилования индейской женщины, избегая при этом вражеских стрел. Игра ещё при выпуске подверглась резкой критике, в том числе вызвала массовый протест среди коренных американцев. Редакция Kotaku раскритиковала Tomb Raider 2013 года за наличие сцены попытки изнасилования Лары Крофт для сюжетного развития. Разработчики встали в защиту своей позиции, указав на то, что в игре была изображена попытка изнасилования, а не сам акт.

## Изображение мужчин
Мужские персонажи в компьютерных играх также часто изображаются стереотипно. Если женские персонажи критикуются за гиперсексуальное изображение, то мужские персонажи — за гипермаскулинное, то есть гипертрофированно преувеличенную и стереотипную маскулинность, с особым акцентом на физической силе и агрессии.
Мужчины-персонажи обычно выглядят гораздо более мускулистыми и крупными, чем реальные мужчины. В среднем охват грудной клетки игрового мужского персонажа на 6 % больше, охват талии шире на 12,7 см, а бёдер — на 18 см. Также мужские персонажи в среднем на 30 см выше реальных мужчин.

### Сексуализация

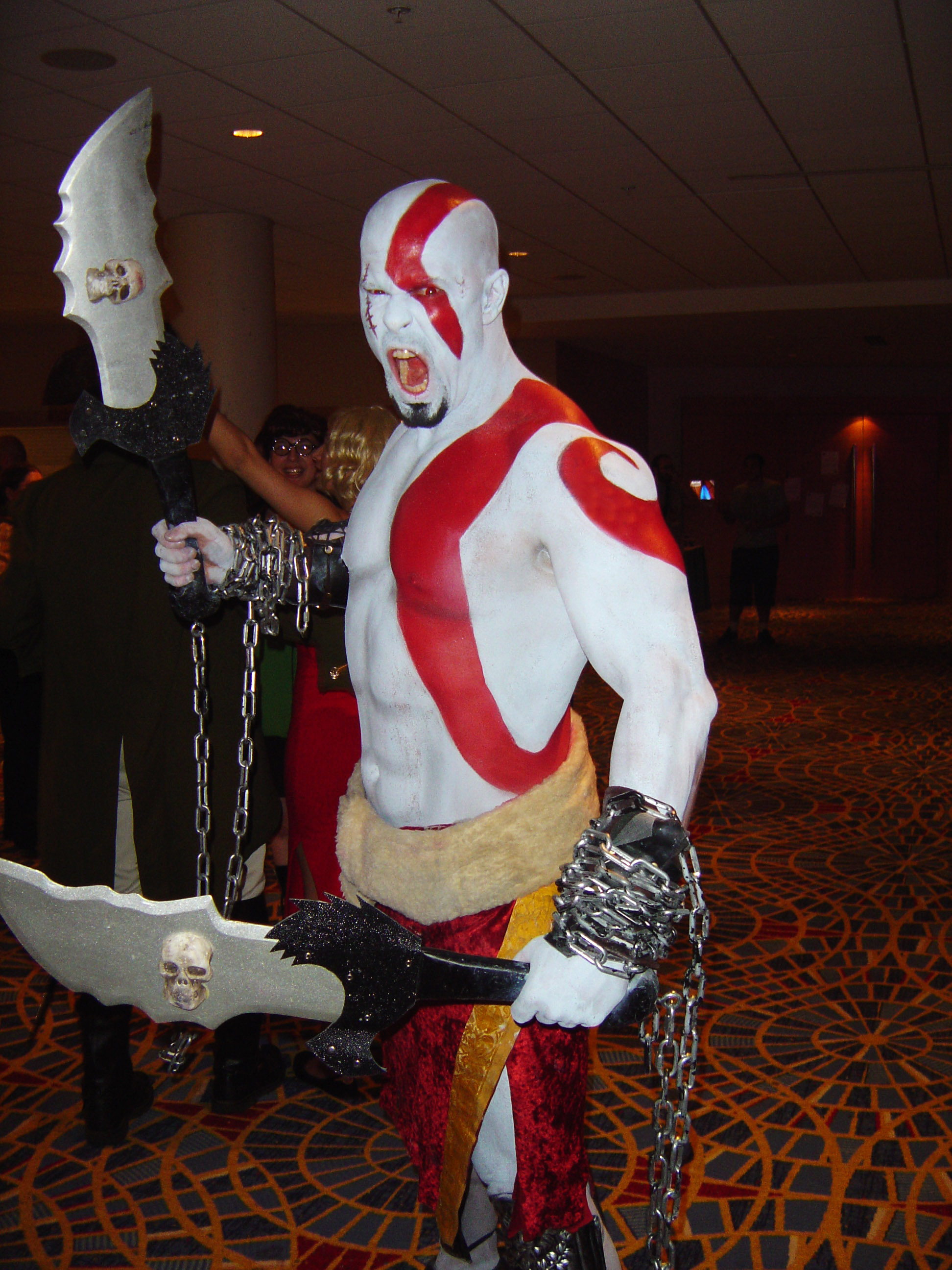
Косплей Кратоса, характерный пример стереотипного изображения мужского героя, как гипермужественного, доминирующего и агрессивного. Его также называют примером мужественной сексуализации

Существует тенденция, что мужские персонажи изображаются с идеализированными телами, но не связанными с сексуализацией, как с женскими персонажами, а для того, чтобы подчеркнуть их силу и мужественность. По состоянию на 2010 год, 11 % мужских персонажей в видеоиграх были одеты в одежду, подчёркивающую их сексуальность, и лишь 4 % мужских персонажей носили оголяющую часть тела одежду. Для сравнения — 80% всех женских персонажей были подчёркнуто сексуальными или носили оголяющие одежды. Из-за редкой сексуализации мужские персонажи, в отличие от женских, обладают куда большим разнообразием форм и размеров тела. В играх несоразмерно чаще встречаются мужские персонажи старшего возраста, с излишним весом или нестандартными формами тела в отличие от почти всегда молодых женских персонажей и имеющих почти всегда одинаковые формы тема с незначительными вариациями. Также, в отличие от женских персонажей, мужские персонажи, обладающие не сексуализированной внешностью и даже далеко не соответствующие идеалам красоты, никогда не вызовут негативной или агрессивной реакции у традиционного геймерского сообщества. Наоборот, сексуализация мужских персонажей вызывает скорее негативную реакцию, так как такие персонажи вызывают чувства дискомфорта у мужских гетеросексуальных игроков.
Куда более редкая практика сексуализации мужчин объясняется тем, что игры и истории в них пишутся с мужской и гетеросексуальной точки зрения и для мужских, гетеросексуальных игроков. Сексуализация женщин в том числе позволяла разработчикам подтверждать свою гетеросексуальность. Существует теория, что табуированное отношение к сексуализации мужского тела сформировалась под предлогом недопустимости гомосексуальных фантазий.
Тем не менее Данте Дуглас, редактор Paste выделил три основные версии идеализации мужских персонажей, которые также можно интерпретировать как форму сексуализации.
- Архетип «груды мышц» — объединяющий мужественную сексуальность с «фантазией всесильности» — это как правило сверхсильный, агрессивный, доминирующий и гипермужественный герой, вступавший во многочисленные интимные связи с женщинами. Яркий пример — Кратос из игр God of War. Такой архетип отражает идею того, что сексуальность мужчины связана с его физической силой, агрессией и доминированием. Одновременно такие персонажи стереотипны и слабо прописаны как личности. Они не пользуются популярностью у игроков-женщин и скорее отражают мужские представления об идеальном мужском образе[103].
- Другой распространённый вид мужской сексуализации — изображение мужских небинарных персонажей со стереотипно женственными чертами, грациозностью, обаянием, экстравагантным внешним видом и тщеславием. Такие персонажи зачастую выполняют роль комичных. Связывание сексуальности с феминностью истекает из стереотипного мышления того, что сама сексуальность в её классическом понимании связана с женственностью и несовместима с мужественностью[107]. Примеры таких персонажей — Вега из Street Fighter, Меттатон из Undertale, Макси и Рафаель из Soul и Сефирот из Final Fantasy[103].
- Дуглас также выделил третий вид сексуализации и прежде всего популярный у игроков-женщин — это компаньоны-мужчины в играх, где можно играть за женского героя. Эти мужские персонажи изначально не задумывались как сексуально привлекательные и могут зачастую обладать отторгающей внешностью, тем не менее они стали очень популярны среди женских фан-сообществ. Примеры таких персонажей — Гаррус Вакариан из Mass Effect, Джон Хэнкок из Fallout или Дориан Павус из Dragon Age. Дуглас заметил, что в глазах женщин такие мужчины привлекательны не из-за внешности, а из-за непринуждённого характера, учтивости и эмоциональной открытости, одновременно они по-прежнему остаются стереотипно мужественными[103].

### Стереотипы и насилие
Мужских персонажей критикуют за то, что они продвигают стереотипы о мужчинах как откровенно агрессивных и жестоких. Выход Grand Theft Auto V сопровождался многочисленными спорами по поводу того, что игра через изображение двух главных героев продвигает стереотип о мужчинах как «лжецах, обманщиках, плохих мужьях и психопатах».
Дэвид Хоутон, редактор GamesRadar, писавший статью о сексизме в видеоиграх, утверждал, что мужские персонажи продвигают вредящие гендерные стереотипы, заметив, что большинство главных мужских героев можно описать как «типаж первобытного охотника/собирателя с огромными бицепсами и мускулистыми шеями. А их шкала эмоций застряла на уровне агрессивной гримасы».
Джамин Уоррен с канала PBS Game/Show подчеркнул, что видеоигры укрепляют среди мальчиков необоснованные ожидания относительно физического превосходства, идею недопустимости открыто выражать эмоции, и того, что настоящий мужчина должен бороться за лидерство и добиваться целей с применением грубой силы. Он в том числе подчеркнул, что почти все персонажи в видеоиграх, проявляющие агрессию и насилие, — мужчины, а женщины, наоборот, пассивны и нуждаются в защите.
Гейм-дизайнер Анна Крейдер составила в 2014 году так называемое «бинго мужского главного героя», заметив, что все мужские герои попадают в той или иной степени под нижеперечисленные атрибуты:
- Он ветеран с «закалкой», обладает почётным воинским званием.
- Его имя не известно, используется воинское звание или кличка
- Антигерой, преступник, совершает иные акты вооружённого насилия. Свершая насилие, чувствует себя живым.
- Он убийца, спокойно идёт на массовые убийства, особенно против нечеловечных врагов, отпускает шутки перед лицом опасности.
- Его жестокость оправдываются желанием отомстить за убийство своей жены/ребёнка/семьи.
- Он белый, с короткой стрижкой, мужественный, сильный, высокий.
- Гипертрофированно мускулист, его бицепсы размером с бедро
- Отчуждённый, задумчивый, много хмурится, не выносит политику
- Собирает много оружия, много доспехов
- Страдает от психологических проблем
- Сверхъестественные силы

## Изображение ЛГБТ-персонажей
Персонажи ЛГБТ (лесбиянки, геи, бисексуалы и трансгендеры), как второстепенные персонажи появлялись впервые в видеоиграх в 1980-х и 1990-х годах. Несмотря на в целом тенденцию по увеличению и улучшению репрезентации таких персонажей, они по прежнему ограниченно представлены в видеоиграх, а их принадлежность к ЛГБТ подтверждается в дополнительных материалах, например дополнениях, комиксах или книгах. Самые известные персонажи, которых принято причислять к ЛГБТ — Трейсер из Overwatch, Лиара Т’Сони из Mass Effect, Элли из The Last of Us, Джимми Хопкинс из Bully.
Ряд аналитиков считают, что индустрия видеоигр продвигает гетеронормативную предвзятость. Причиной тому служат как и взгляды самих разработчиков, так и их страх перед негативной реакцией игроков. Репрезентация ЛГБТ менялась в истории видеоигр, тем не менее почти всегда представляла таких людей через призму гетеросексизма, представляя гетеросексуальность и цисгендерность как норму, а гомосексуальность, небинарность и трансгендерность, как отклонение от этой нормы. Люди, попадающие под последние категории если и изображались изредка, то как правило, как отрицательные, комичные, карикатурные персонажи. Одновременно японские игры отражали более терпимое и открытое отношение к ЛГБТ. Иногда, в них появлялись второстепенные ЛГБТ-персонажи, изображённые в нейтральном или положительном ключе. Известно, что при локализации японских игр от Nintendo и Sega для западного рынка, ЛГБТ-персонажи либо полностью вырезались из игр, или же меняли их личность, чтобы сделать цисгендерными или гетеросексуальными.
И представители индустрии и игроки из числа ЛГБТ выражали желание того, чтобы ЛГБТ-персонажи были шире и уважительнее представлены в видеоиграх. Из-за сильного недостатка ЛГБТ-персонажей в играх, ЛГБТ-геймеры используют социальные сети, создавая не каноничные теории, фанфики или арты, где канонично гетеросексуальным героям приписывается би-, гомосексуальность или небинарность. Игры с ЛГБТ-персонажами или с возможностью создать ЛГБТ-аватара, часто отражают дискриминацию и маргинализацию этих людей из реального мира несмотря на то, что действие происходит в вымышленных мирах. Особенно это явно выражено в многопользовательских играх с активным игровым сообществом.
Начало 2010-x годов стало переломным моментом в истории репрезентации ЛГБТ в компьютерных играх. На это повлияло два важных фактора: скандал Gamergate, хотя его центральной темой выступала репрезентация женщин в компьютерных играх, скандал также вывел на массовую публику споры о проблемной репрезентации ЛГБТ. Второй важный фактор — так называемый бум независимых игр благодаря распространению и популяризации цифровых площадок. Творческая и идеологическая свобода инди-разработчиков позволяла затрагивать нетрадиционные и зачастую табуированные в мейнстримных компьютерных играх темы, в том числе и связанные с ЛГБТ. Так, стали появляться компьютерные игры с главными ЛГБТ-героями, затрагивающие опыт их жизни и дискриминацию. Такие игры вызывали неравнодушное отношение у игроков, начиная с восхищения, заканчивая ненавистью и травлей разработчиков этих игр. В течение нескольких следующих лет репрезентация ЛГБТ стала расширяться и в мейнстримных компьютерных играх. The Last of Us Part II 2020 года выпуска рассматривается как первая высокобюджетная игра-бестселлер, подтверждающая принадлежность главного героя — точнее, героини — Элли к ЛГБТ непосредственно, а не через дополнительный материал или побочную медиа-продукцию.
Благодаря тому, что к концу 2010-x годов ЛГБТ оказались значительно шире представлены в компьютерных играх, начиная с 2019 года Альянс геев и лесбиянок против диффамации (GLAAD) решил выдавать награды играм за качественное и достоверное изображение ЛГБТК-персонажей, начиная с 30-й церемонии вручения премии GLAAD Media Awards.

### Небинарные персонажи

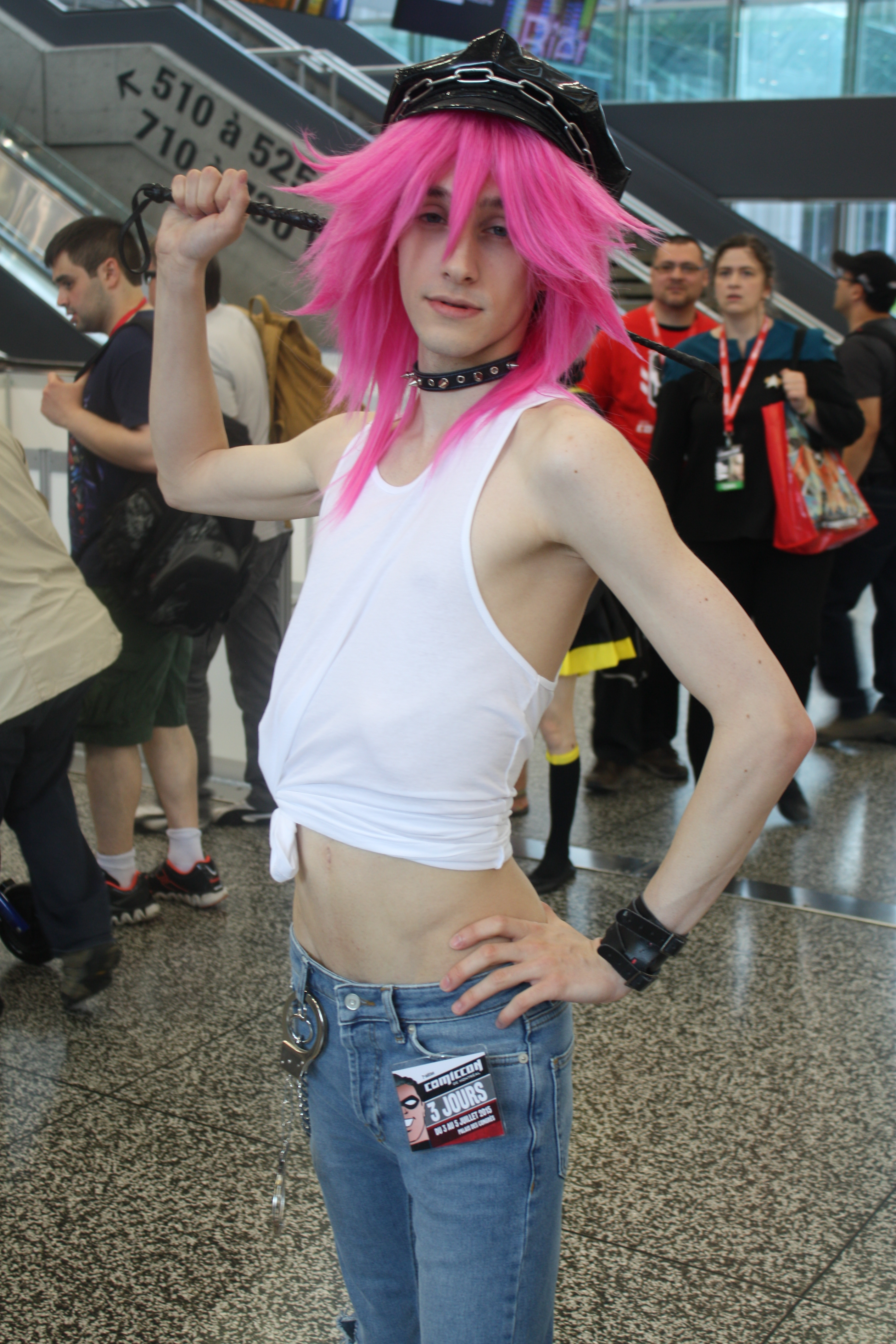
Косплей Пойзон из Final Flight 1989 года. Она — одна из самых первых трансгендерных персонажей, представленных в видеоиграх. В англоязычной локализации её характеристики изменили, сделав цисгендерной женщиной

Впервые каноничные трансгендерные персонажи стали включаться в японские игры. Например, это были трансгендерные женщины — Бирдо Super Mario Bros. 2, Пойзон из Final Fight или Фли из Chrono Trigger. Тем не менее, в западной локализации их характеристики и предысторию меняли так, чтобы они становились цисгендерными женщинами. Это же касается канонично мужских персонажей, но со стереотипно феминной внешностью, в западных локализациях они становились женщинами. GTA V выделилась на фоне остальных игр откровенной трансфобией, позволяя игроку в одной сцене беспричинно оскорблять и избивать выраженно маскулинных трангендеров — проституток.
Небинарные персонажи чаще традиционно выступали в роли злодеев, воплощая архетип квир-кодового злодея. Такой архетип не уникален для игр и пришёл из массовой культуры, его популяризации сильно способствовали мультфильмы Disney. Это как правило мужской персонаж-изгой, но с явными или неявными стереотипными женственными чертами; при этом сюжет никогда не раскрывает, является ли он каноничным квир- или транс- персонажем. Одновременно ему противопоставлен истинно мужественный положительный герой. Создание квир-злодеев изначально исходило из идеи связи несоответствия биологического пола и гендера с аморальностью и психическими отклонениями. Характерный пример такого персонажа — Шедоу из Sonic the Hedgehog. Тем не менее наблюдается тенденция, когда трансгендерные и небинарные персонажи всё чаще изображаются в положительном свете в сравнении с 2000-ми годами.
Начиная с 2018 года, небинарные главные герои, которых нельзя к причислить к цисгендерным мужчинам или женщинам стали появляться в достаточном количестве, чтобы они учитывались в общей статистике, их доля коррелирует с 2% до 5% от всех главных героев компьютерных игр, выпущенных после 2018 года.
В 2021 году китайское правительство постановило китайским разработчикам игр изменить дизайн мужских персонажей, обладающих частично или полностью стереотипно «женоподобными» чертами и поведением, так как такие мужчины «не способны защитить нацию». Также в рамках цензуры не позволяется изображать гомосексуальные отношения. Также подвергать цензуре мужских персонажей обязываются иностранные игровые издатели, желающие распространять свои игры на китайском рынке.

### Гомосексуальные персонажи
Представленность однополых отношений была крайне редким явлением, а если и появлялась в сюжете, то в рамках тропы «обречённой любви», когда по канону «запретная любовь» заканчивалась трагедией и смертью одного из партнёров. Игры также могли изображать женских лесбийских персонажей через призму мужской гетеросексуальной фантазии.
2000-е года были ознаменованы оттепелью для репрезентации гомосексуальных отношений, некоторые компьютерные игры стали постепенно открываться для изображения гомосексуальных персонажей, но которых добавляли только в рамках так называемого «пониженного риска», например это опциональные и побочные однополые романы в играх BioWare. Технически это делало игровых персонажей бисексуальными, тем не менее любые романтические отношения в таких играх не являлись каноничными для основного сюжета и запускались только по выбору игрока. В этом плане игровая индустрия считалась прогрессивной, так как компьютерные игры тогда были единственными медиа для массовой публики, включающими однополые отношения. Чаще всего такая возможность встречается в RPG и MMO, где есть возможность завязывать романы с разными персонажами. Другой способ представить ЛГБТ с пониженным уровнем риска это так называемая «Gay window gaming», то есть в игре присутствуют гомосексуальные персонажи, однако игрок никогда не заметит их, если не будет намеренно искать. Это делалось для того, чтобы не вызывать отрицательную реакцию у игроков-гомофобов. Такая стратегия долгое время применялась в играх серии The Sims.
Разработчики с нетрадиционной сексуальной ориентацией и гендерной идентичностью сыграли значительную роль в представленности ЛГБТ-персонажей в компьютерных играх.. В частности они выступали основными инициаторами добавления однополых романов в играх. Тем не менее такие отношения если и одобряются остальной командой, то при условии, что они будут опциональными и не влияющими на основной сюжет, так это например было с играми серии Mass Effect или Dragon Age. Известно, что однополые отношения в первой The Sims изначально должны были быть исключены. Но один из разработчиков-геев в рамках борьбы с этим запретом «обманом» представил игру на игровой выставке с прописанным кодом однополых отношений несмотря на имеющиеся риски скандального увольнения и гомофобной травли.

## Влияние гендерных стереотипов на игроков

### Влияние на отношение к полу
Исследование от 2008 года выявило, что игроки-мужчины более склонны играть в жестокие видеоигры, нежели женщины. В этом же исследовании было выявлено, что мужчины, предпочитающие жестокие игры также высказывали более положительное отношение к сексуальным домогательствам если им демонстрировали двусмысленные сцены. Интерес к жестоким играм коррелирует с нейтральным и положительным отношением к изнасилованиям. Тем не менее исследование не даёт ответ, являются ли игры следствием таких установок, или же наоборот, мужчины с такими установками предпочитают играть в жестокие игры.

### Влияние на детей
Канадская некоммерческая организация MediaSmarts утверждала, что видеоигры оказывают сильное влияние но то, как дети воспринимают себя и других. Тем не менее по видеоиграм существует по прежнему крайне мало научных исследований, а многие из существующих исследований не выдерживают критического рассмотрения.
По словам Трейси Дитц, персонажи видеоигр могут оказывать сильное влияние на восприятие игроками гендерных ролей. Сравнивая себя с игровыми персонажами, игроки подсознательно учатся тому, что он них ожидает общество. Для девочек это — быть беспомощными жертвами, зависимыми от мужчин, одержимыми своей красотой, всегда сексуальными для мужчин, а для мальчиков — быть сверхмужественными, агрессивными, добиваться всего грубой силой, везде побеждать, быть первым, главным, всегда защищать женщин и слабых любой ценой. В итоге ребёнок связывает данные качества с обязательным и приемлемым поведением в соответствии со своим полом. Когда он вырастает, то либо стремится соответствовать им, или же чаще — уходит в добровольную изоляцию от общества из-за невозможности/нежелания соответствовать таким нормам, это прежде всего касается мужчин. Такие подростки и взрослые сталкиваются с трудностями при социализации и общении с противоположным полом.

## Предпочтения игроков
Хотя игры, включающие возможность играть за женского героя, получили более высокие оценки в обзорах, они продавались хуже, чем игры только с мужскими главными героями. Редакция Penny Arcade объясняла это тем, что на игры с только мужскими героями выделялось гораздо больше бюджетных средств на разработку и рекламу. В среднем игры только с женскими героями разрабатывались с привлечением вдвое меньших средств, чем игры предлагающие играть за женского ил мужского героя или только мужского героя. «Типично мужские» игры включают популярные спортивные и военные франшизы, такие как Madden NFL и Call of Duty.
Согласно опросу, проведённому в 2015 году исследовательским центром Pew Research Center, 26% геймеров были полностью довольны изображением женщин в видеоиграх, 16% — были полностью недовольны, 34% не дали однозначного ответа и заметили, что это зависит от конкретной игры. Среди тех, кто не играет в игры, 55% ответили, что не считают, что женщины плохо представлены в видеоиграх. Между ответами мужчин и женщин наблюдались минимальные различия.
Опрос, проведённый среди 1583 американских студентов в возрасте от 11 до 18 лет в 2015 году, показал, что 60% девочек и 39% мальчиков предпочитают играть персонажей своего пола, а 28% девочек и 20% мальчиков сказали, что однозначно предпочитают играть за персонажа своего пола.
По данным опроса, проведённым среди 1266 игроков, в 2017 году 89% женщин-геймеров считали крайне важным, чтобы игры включали возможность играть за женского героя. 64% игроков-мужчин придерживались того же мнения. Игроки обоих полов, причисляющих себя хардкорным геймерам в среднем считали, что женщина-герой играет менее важную роль. Игроки, предпочитающие игры для широкой аудитории и казуальные, согласно тому же опросу наоборот не считали так.